# Sosnovoborsk
Huyện Sosnovoborsk (tiếng Nga: ? райо́н) là một huyện hành chính tự quản (raion), của Vùng Krasnoyarsk, Nga. Huyện có diện tích 23 km², dân số thời điểm ngày 1 tháng 1 năm 2000 là 30500 người. Trung tâm của huyện đóng ở Sosnovoborsk.